# Gea spinipes
Gea spinipes är en spindelart som beskrevs av Carl Ludwig Koch 1843. Gea spinipes ingår i släktet Gea och familjen hjulspindlar. Utöver nominatformen finns också underarten G. s. nigrifrons.